# دانیله پدرلی
دانیله پدرلی (انگلیسی: Daniele Pedrelli؛ زادهٔ ۱۶ مهٔ ۱۹۸۸) بازیکن فوتبال اهل ایتالیا است.
از باشگاه‌هایی که در آن بازی کرده‌است می‌توان به باشگاه فوتبال اینتر میلان، باشگاه فوتبال اسپتزیا، باشگاه ورزشی اولیاننسه، باشگاه فوتبال ویرتوس انتلا، باشگاه فوتبال پیزا و باشگاه فوتبال چزنا اشاره کرد.